# Cernusco Lombardone
Cernusco Lombardone (Cernüsch in dialetto brianzolo) è un comune italiano di 3 829 abitanti della provincia di Lecco in Lombardia, situato nel territorio del Meratese.

## Geografia fisica

### Territorio
Il territorio comunale, distribuito tra piano e collina, è attraversato da nord a sud da due torrenti: il Molgora e il Curone che formano due vallette omonime. Un terzo della superficie è compresa nel Parco regionale di Montevecchia e della Valle di Curone.

### Clima
Cernusco Lombardone ha un clima con caratteristiche tipicamente continentali.

## Storia
Da Cernusco Lombardone, in epoca romana, passava la via Spluga, strada romana che metteva in comunicazione Milano con Lindau passando dal passo dello Spluga.
Sotto il Ducato di Milano, il paese fu infeudato dapprima alla famiglia Cernuschi (1535), poi ai Panigarola e infine ai Brivio (1647).
Tra il 1928 e il 1966 Cernusco fu accorpato a Montevecchia.

### Simboli
Lo stemma e il gonfalone sono stati concessi con DPR del 25 febbraio 1970.
Il gonfalone è un drappo partito di bianco e di rosso.

## Monumenti e luoghi d'interesse

### Architetture religiose
- Chiesa parrocchiale San Giovanni Battista[7]
- Chiesetta Santa Caterina
- Chiesa di San Dionigi[8]

### Architetture civili
- Resti di strutture primotrecentesche[9] di un castello[10][5][11] già esistente ai tempi di Ariberto da Intimiano[12] e, successivamente, di Federico Barbarossa. Rimaneggiato e rielaborato nel corso dei secoli, divenne una dimora signorile dapprima dei Petroni,[12] poi della famiglia Castelli[12] e, infine, dei Cernuschi[12].
- Villa Lurani Cernuschi, originariamente in stile barocco (XVII secolo[13]) e restaurata nel 1895 da Achille Majnoni d'Intignano.[5][14] La villa è dotata di un viale prospettico orientato verso il torrente Molgora e verso Montevecchia.[14]
- Villa Borgazzi (XVIII-XIX secolo)[15]
- Villa Rusca (XVIII secolo)[16]
- Cascina Moscoro[17]
- Centrale ENEL (1935)[18]
- Sede locale del Consorzio Agrario di Como (1938-1939)[19]
- Ex-sede municipale (1922)[20]
- Edifici primonovecenteschi in Via Spluga[21][22][23]

### Altro
- Monumento ai caduti, opera di Giuseppe Mozzanica, (1923)
- Monumento agli alpini

## Società

### Evoluzione demografica
- 520 nel 1751 con Ca' Franca e Cassina Fontanella
- 560 nel 1771
- 651 nel 1805
- 1 256 nel 1809 dopo annessione di Montevecchia e Brivio, e in più Sabbioncello nel 1812
- 1 087 nel 1853
- 1 859 nel 1901
- 3 471 nel 1931 dopo annessione di Montevecchia come Cernusco Montevecchia nel 1928
- 4 091 nel 1961 come Cernusco Montevecchia fino al 1966

Abitanti censiti

### Etnie e minoranze straniere
Gli stranieri residenti nel comune sono 517, ovvero il 13,7% della popolazione. Di seguito sono riportati i gruppi più consistenti:
- Romania, 84
- Ecuador, 49
- Perù, 40
- Albania, 30
- El Salvador, 29
- Marocco, 26
- Burkina Faso 25
- Senegal, 23
- Egitto, 19
- Sri Lanka, 18

### Lingue e dialetti
Oltre alla lingua italiana, a Cernusco Lombardone è utilizzato il locale dialetto brianzolo, una variante della lingua lombarda.

## Cultura

### Ospedali
- Ospedale "San Leopoldo Mandic" di Merate - 2 km

## Geografia antropica

### Quartieri
Cernusco Lombardone è suddiviso in quartieri:
San Marco, quartiere residenziale con una preminenza di villette bi-familiari. (Via degli Alpini)
Villa (o Basso Centro). Nella parte centro sud, deve il nome a Villa Lurani Cernuschi. Vi si trova l'asilo comunale e la caserma della Guardia di Finanza.
Centro. Il quartiere è suddiviso in due zone: Alto Centro (zona Enel) e Centro, qui si trovano due chiese, l'oratorio, il Comune, la scuola primaria.
San Carlo (o Oltre Statale) nella zona nord orientale, è il più popoloso di nord est del comune, ha una maggior densità di popolazione rispetto ad altre zone di Cernusco. (via Giuseppe Verdi)
Oltre Molgora (o Oltre stazione) nella parte ovest del comune.  I due nomi convivono per via di un confine ancora disputato. 
Questo quartiere è caratterizzato da un'urbanizzazione differente rispetto al resto del paese. È composto da 9 località (Ronco, Molinazzo, Castello, Casate, Guzzafame (bœsa), Sant'Anna, Sant'Antonio, Ca' Franca e Santa Maria) e 5 frazioni (Paravino, Cavigiolo, Moscoro, Moscoretto, Fontanella).
La via principale del quartiere è via San Dionigi nella quale si trova la chiesa dedicata al santo.
Vi sono ulteriori zone industriali, nelle aree più esterne del paese 
li:
Cavalieri di Vittorio Veneto e Quartiere industriale. Regina

## Infrastrutture e trasporti

### Strade
- Il paese è attraversato dalla Strada Provinciale 54, Monticello Brianza – Paderno d'Adda
- Strada Provinciale Ex Strada Statale 342 "Briantea", Como – Bergamo - 4 km

### Ferrovie
Il comune è dotato di una propria stazione ferroviaria sulla linea Lecco-Milano ovvero Cernusco-Merate

## Sport

### Calcio
La squadra di Cernusco è la Brianza Olginatese dal 2020 solo perché l'A.C.D.Brianza si è fusa con l'Olginatese.
Precedentemente, la squadra principale era l'A.C.D.Brianza Cernusco Merate che era il risultato della fusione tra A.C. Merate e F.C.Cernusco 1969.